# Komos

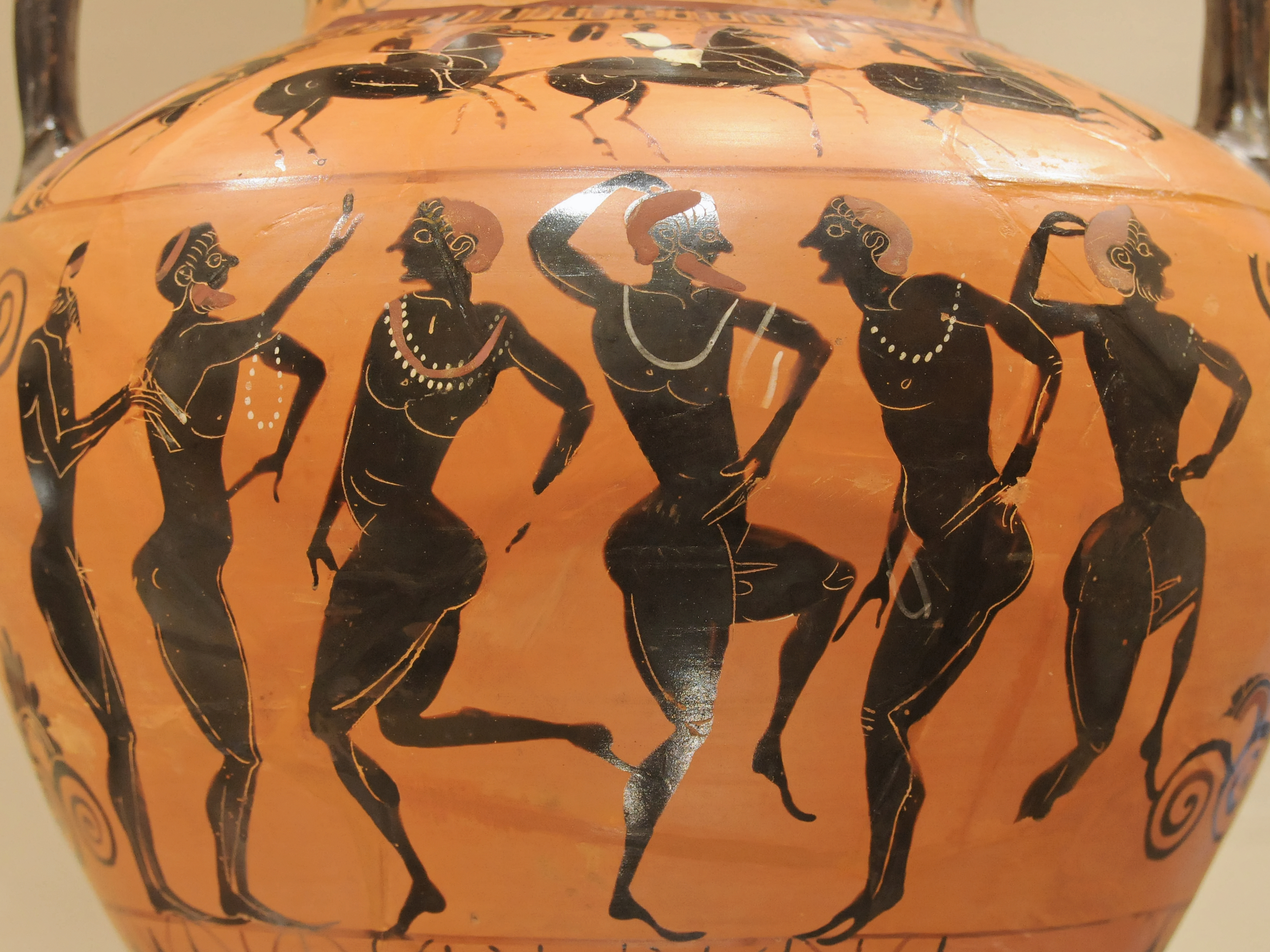
Danza di comasti

Il termine kòmos (in greco antico: κῶμος?), nell'antica Grecia, indicava in origine il giro festoso che i giovani compivano per la città dopo un simposio, cantando e suonando il flauto. Dal VI sec. a.C. in poi, indicò soprattutto una parte delle feste dionisiache, che rappresentava il tiaso di Bacco. Si trattava di un corteo rituale, a piedi o talvolta su carri, durante il quale i partecipanti si abbandonavano a un'atmosfera di ebbrezza, a espressioni di sfrenatezza e baldoria, sottolineate da canti, accompagnate dalla musica dell'aulos, della lira e della cetra e condite da disinibite e giocose manifestazioni di oscenità e allusività a sfondo sessuale.

## Il komos come espressione di socialità

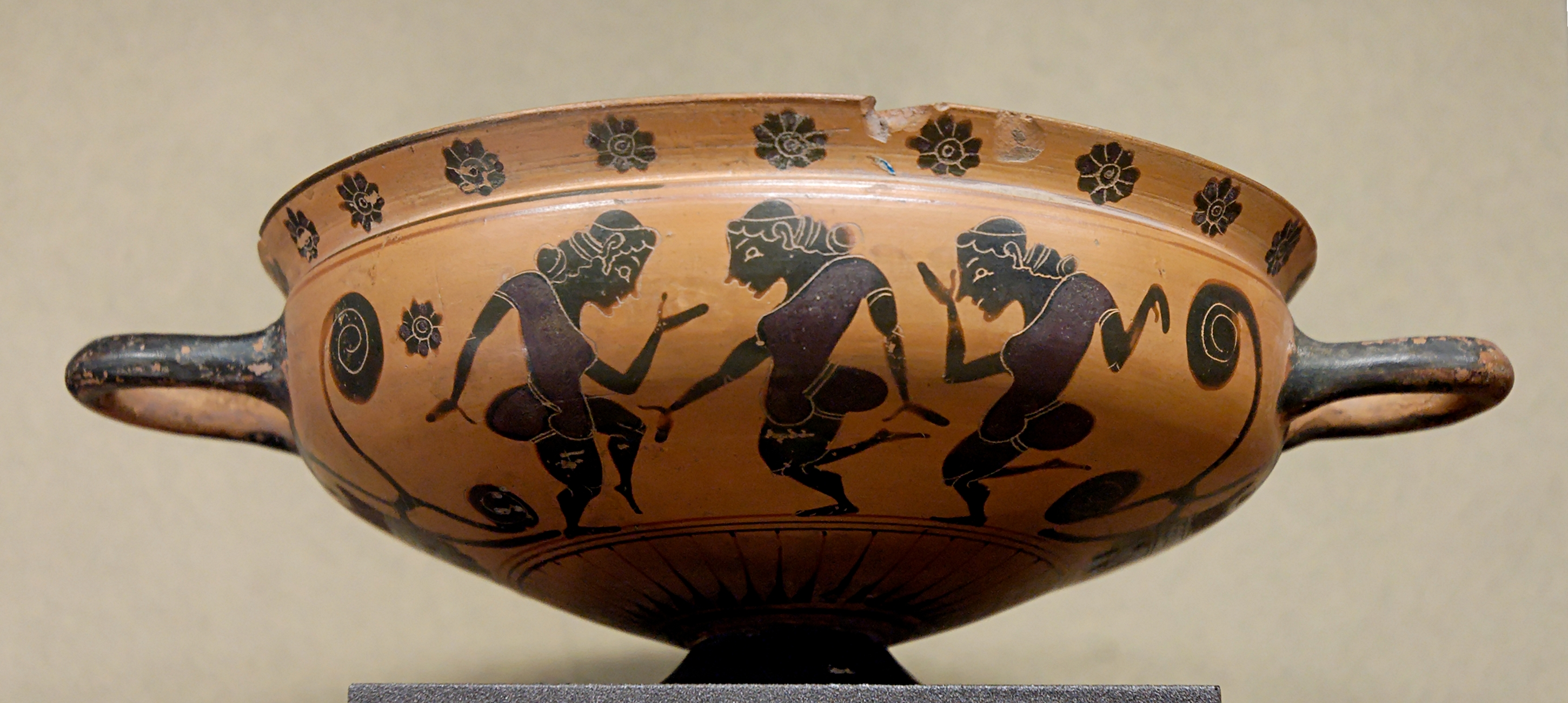
Komos, coro o menadi invasate?, scene orgiastiche da una kylix Attica a figure nere nello stile detto Coppa dei Comasti, ca. 575 a.C., Louvre (Inv. E 742)

Si trattava di un'espressione di socialità non confinata unicamente alla sfera delle pratiche religiose pubbliche, come ad esempio le Dionisie, le Falloforie e altre celebrazioni collegate all'importante culto di Dioniso, ma viva e presente anche quale forma di ritualità privata. Si accompagnava infatti a festeggiamenti quali le celebrazioni nuziali ed era strettamente collegato a importanti pratiche sociali quali il banchetto e il simposio. In questo ambito il kòmos dava libero sfogo alla voglia di sfrenatezza e bisboccia che faceva seguito alle pratiche conviviali, costituendo un'importante componente della vita sociale nell'antica Grecia.
I partecipanti al komos vengono chiamati comasti e le relative manifestazioni di ebbrezza sono dette comastiche oppure orgiastiche.

## Le fonti
La varietà delle fonti, siano esse letterarie o iconografiche, è appena in grado di restituirci l'effettiva natura del komos.

### Fonti letterarie

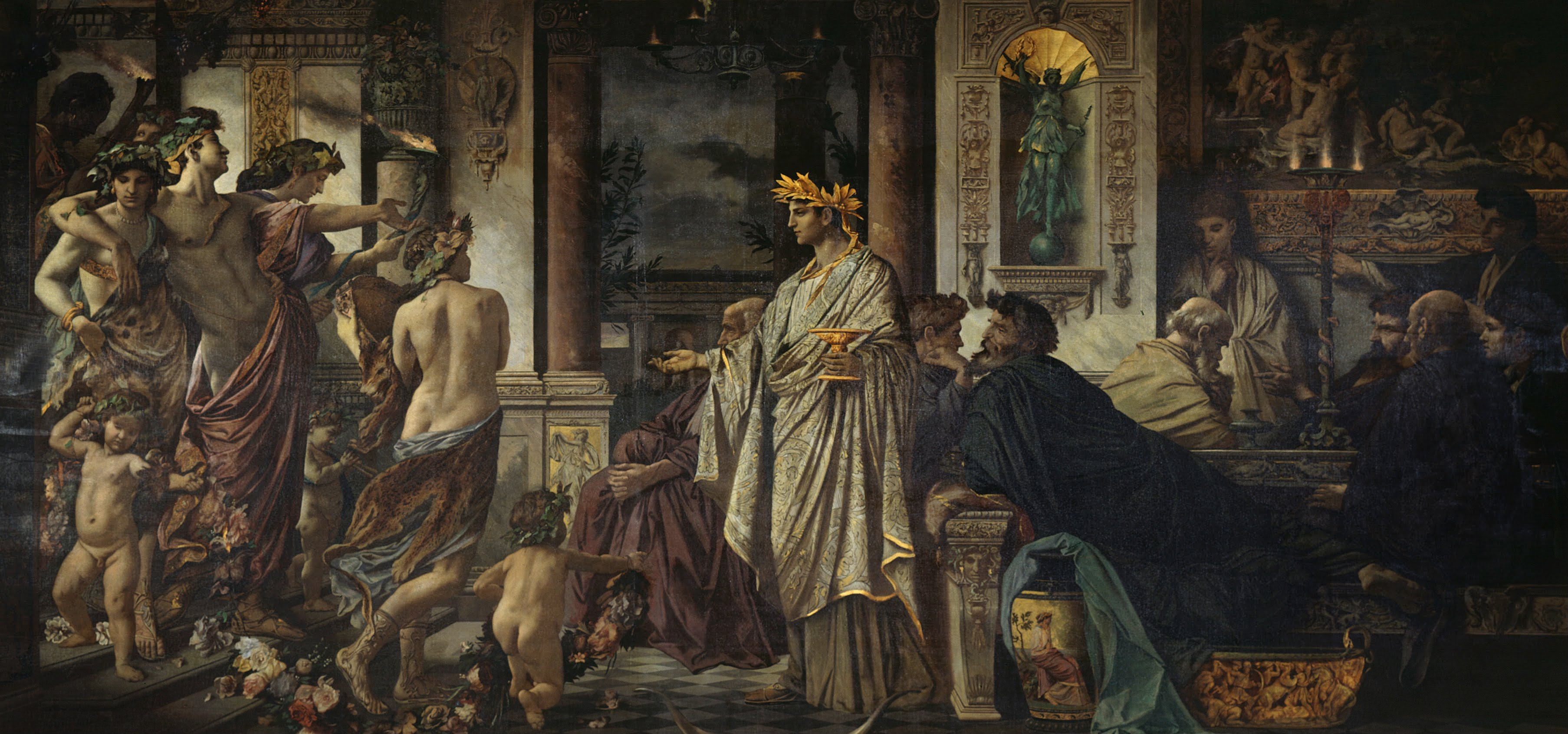
Anselm Feuerbach, Il simposio di Platone

La menzione più antica la troviamo in Esiodo che sembra suggerire una relazione di questa pratica con i festeggiamenti nuziali.
Celeberrima è poi, nel Simposio platonico, la scena della rumorosa irruzione di Alcibiade che, nell'inedita versione di sfasciaporte fracassone, con il capo adorno di una ghirlanda, completamente ebbro, accompagnato dalla sua combriccola e sorretto da una flautista, viene accolto in casa di Agatone riuscendo a portare, lui ubriaco, un elemento di freschezza e di verità, nel bel mezzo di un composto simposio.
Tuttavia non esiste un unico evento specificatamente associabile al komos. Pindaro, ad esempio, ce lo descrive all'interno delle celebrazioni cittadine. Demostene ce lo menziona nel primo giorno delle Dionisie, al seguito della processione rituale e dei coreghi, in un contesto che sembra riferirsi a un agone, rivelando quindi una possibile natura competitiva dell'evento.
Demostene, inoltre, rimprovera al cognato di Eschine il non aver indossato una maschera, quasi suggerendo che fosse usuale indossarla durante il komos, suggerendo quindi che la pratica del komos richiedesse l'uso di costumi o di qualche travestimento.
L'esecuzione di musica durante il komos è suggerita da Aristofane e Pindaro.

### Fonti iconografiche

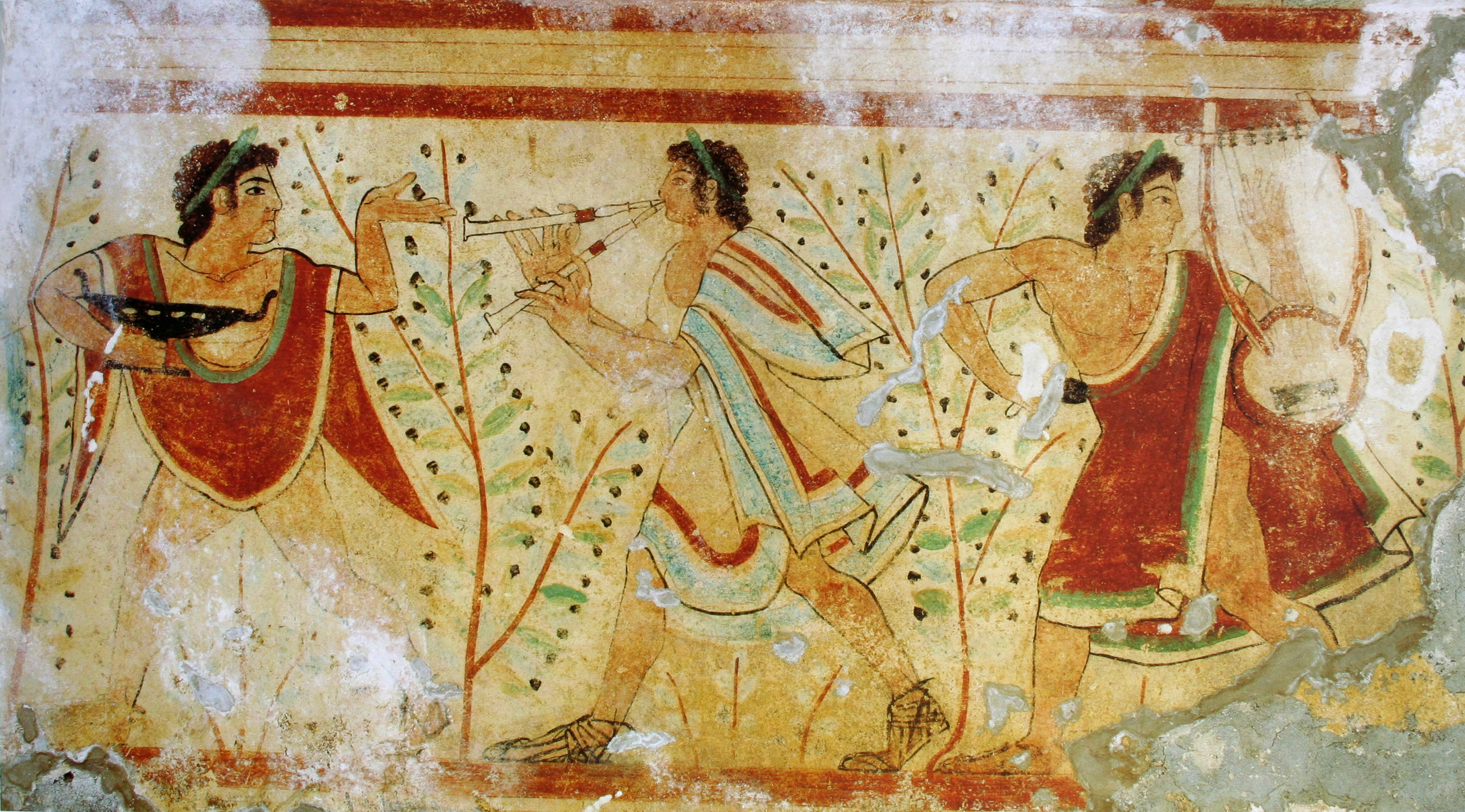
Corteo comastico dalla Tomba dei leopardi di Tarquinia

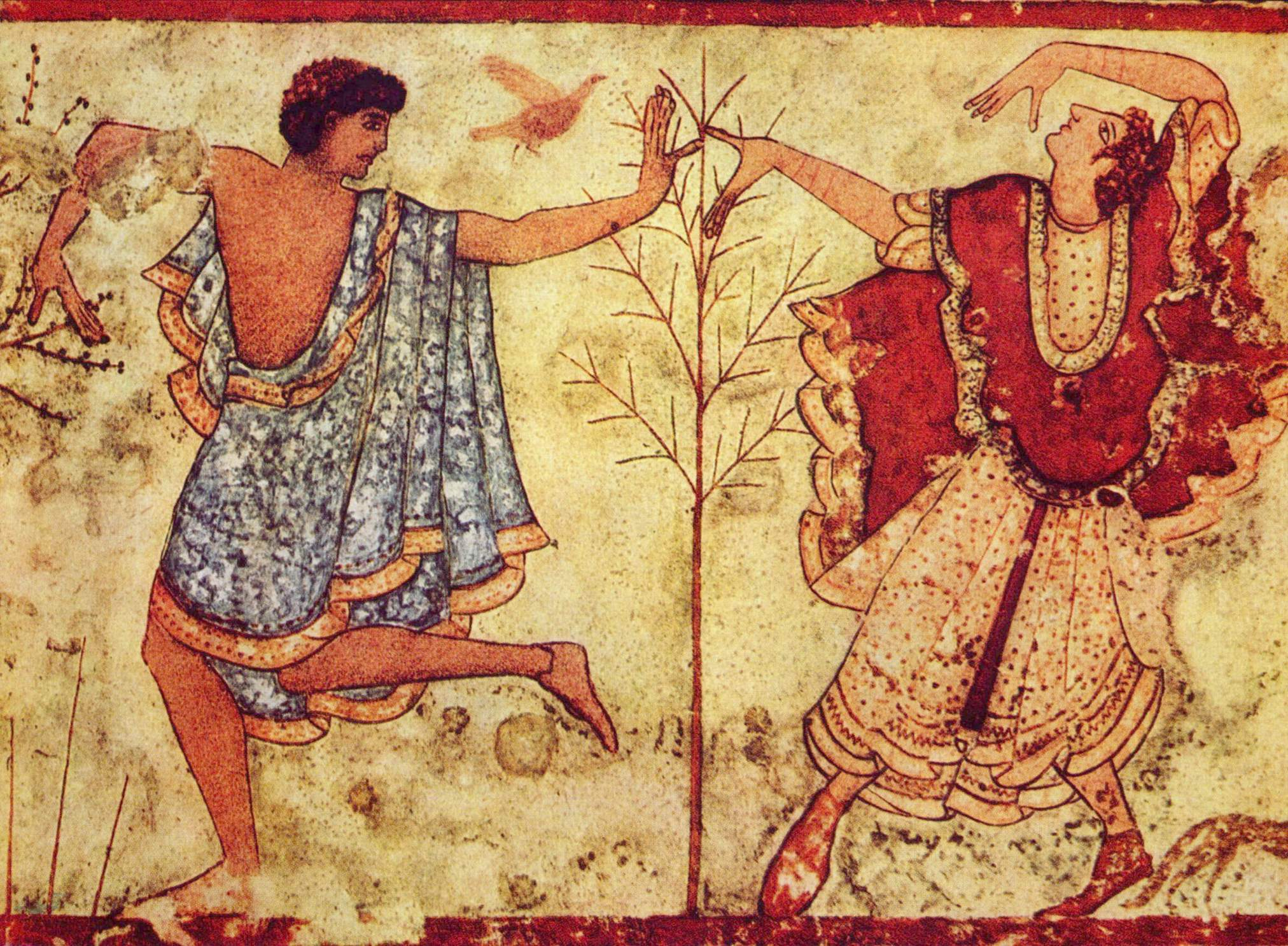
Scena di danza dalla necropoli di Tarquinia

Nelle raffigurazioni vascolari del periodo arcaico il comasta viene solitamente mostrato fasciato in un attillato chitone e, in apparenza, un intrattenitore di professione. Appartengono all'arcaismo più tardo alcune raffigurazioni che mostrano comasti sfilare en travesti, drappeggiati in lunghi abiti, il capo adorno di orecchini, festonato da nastrini e, talvolta, protetto da ombrellini parasole, tutti simboli di effeminatezza.
Nelle descrizioni comastiche della pittura vascolare si registrano inoltre raffigurazioni di torce, anche se non sempre è chiaro se in tali scene siano da vedersi cori piuttosto che simposi, o komoi. 
Le raffigurazioni comastiche sono molto frequenti su un determinato tipo stilistico di kylix, appartenente a un preciso periodo di inizio VI secolo a.C., tanto che, nella classificazione vascolare contemporanea, si fa riferimento a questa tipologia di oggetti con il nome convenzionale di Coppe dei comasti.
È da sottolineare infine che gli Etruschi, pronti assimilatori di pratiche culturali greche, come quelle conviviali, elette quasi a status symbol, non si lasciarono sfuggire la possibilità di reinterpretarne le ambientazioni comastiche come è testimoniato dagli affreschi provenienti dalle tombe della necropoli diTarquinia.

#### Il komos nella ceramica greca
Nella ceramica figurata greca viene designata komos ogni scena di carattere orgiastico, dove compare un gruppo o un corteo di bevitori (i komastài) che danzano, cantano, suonano, bevono, si ubriacano. 

Il komos non esiste né in àmbito etrusco né in quello romano.
- Nella ceramica corinzia abbiamo poche figure disposte in fila senza legami, qualche volta raggruppate o contrapposte a due a due, che danzano con movimenti uniformi tenendo in mano kantharoi o corni potori. Qualche volta vi è un cratere che è posto a terra o viene trasportato. Tipico dei comasti corinzi è una sorta di travestimento caratterizzato da un corto chitone imbottito che crea una pancia rigonfia. Donne comaste compaiono soltanto nel tardo corinzio e sono rese con sovradipinture in bianco.
- Nella ceramica attica abbiamo i pittori del Gruppo dei Komastai: si passa dalle figure steatopige a figure di corporatura più normale, sempre nude. Così saranno tutte le figure di komastai attici a figure nere. I movimenti di danza diventano più ricchi, complessi, sfrenati. Si tende a legare o contrapporre le figure fra di loro. Scarsi sono i flautisti. Sulle anfore tirreniche le donne sono frequenti, sia vestite sia nude.
- Intorno al 530 a.C. abbiamo la tarda produzione a figure nere e l'inizio di quella a figure rosse. Il quadro acquista una complessità e ricchezza di particolari mai vista in precedenza. Ma quello che viene rappresentato è la fase finale di un simposio o la sua degenerazione orgiastica. Il luogo in cui tutto avviene è suggerita dai particolari aggiunti: in un ambiente chiuso abbiamo crateri a terra o oggetti appesi alla parete; fuori casa, procedendo in corteo per la strada, figurano degli alberelli. Al komos partecipano per lo più giovani, ma anche uomini maturi (con barba), nudi o con corto mantello ricadente dalla spalla. Sorreggono coppe piene di vino. Suonano flauti e cetre mentre altri avanzano a passo di danza o camminano a grandi passi. Vi sono anche etère, con mantello o seminude, anche loro ubriache. Spesso i comasti vengono rappresentati intenti a fare acrobazie con le coppe, o mentre vomitano (sorretti da un'etèra o da un efebo), o che si appoggiano a un bastone. Le scene di sesso esplicite sono sempre all'insegna della sfrenatezza.

Alcuni vogliono considerare scene di komos anche quelle dionisiache dove figurano satiri e menadi danzanti, ma non quelle dove è presente Dioniso insieme ai Sileni. In realtà queste scene, come pure quelle di menadi che agitano il tirso in preda all'estasi dionisiaca, fanno tutte parte dei tiasi bacchici, non del komos.

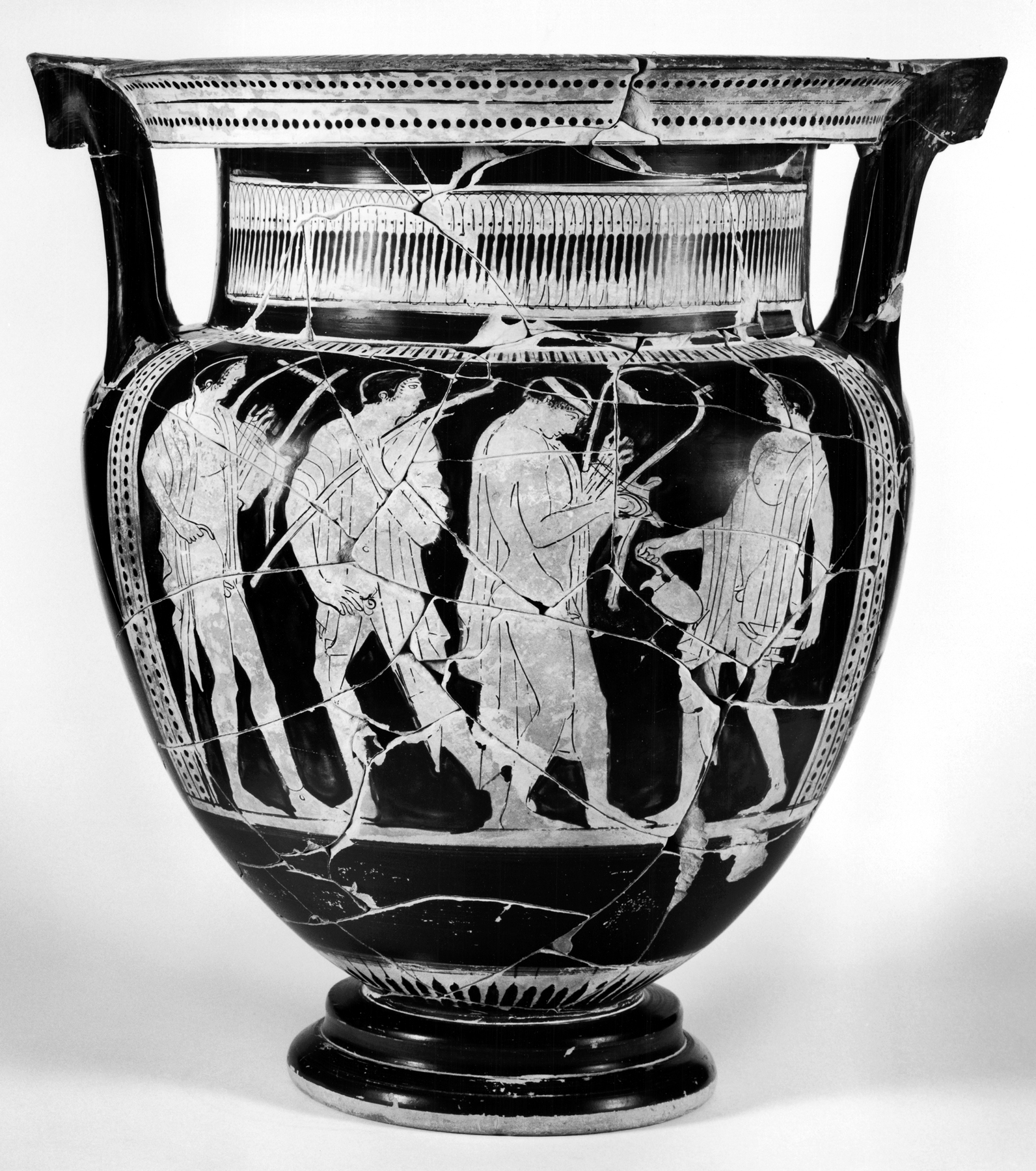
Comasti musicanti
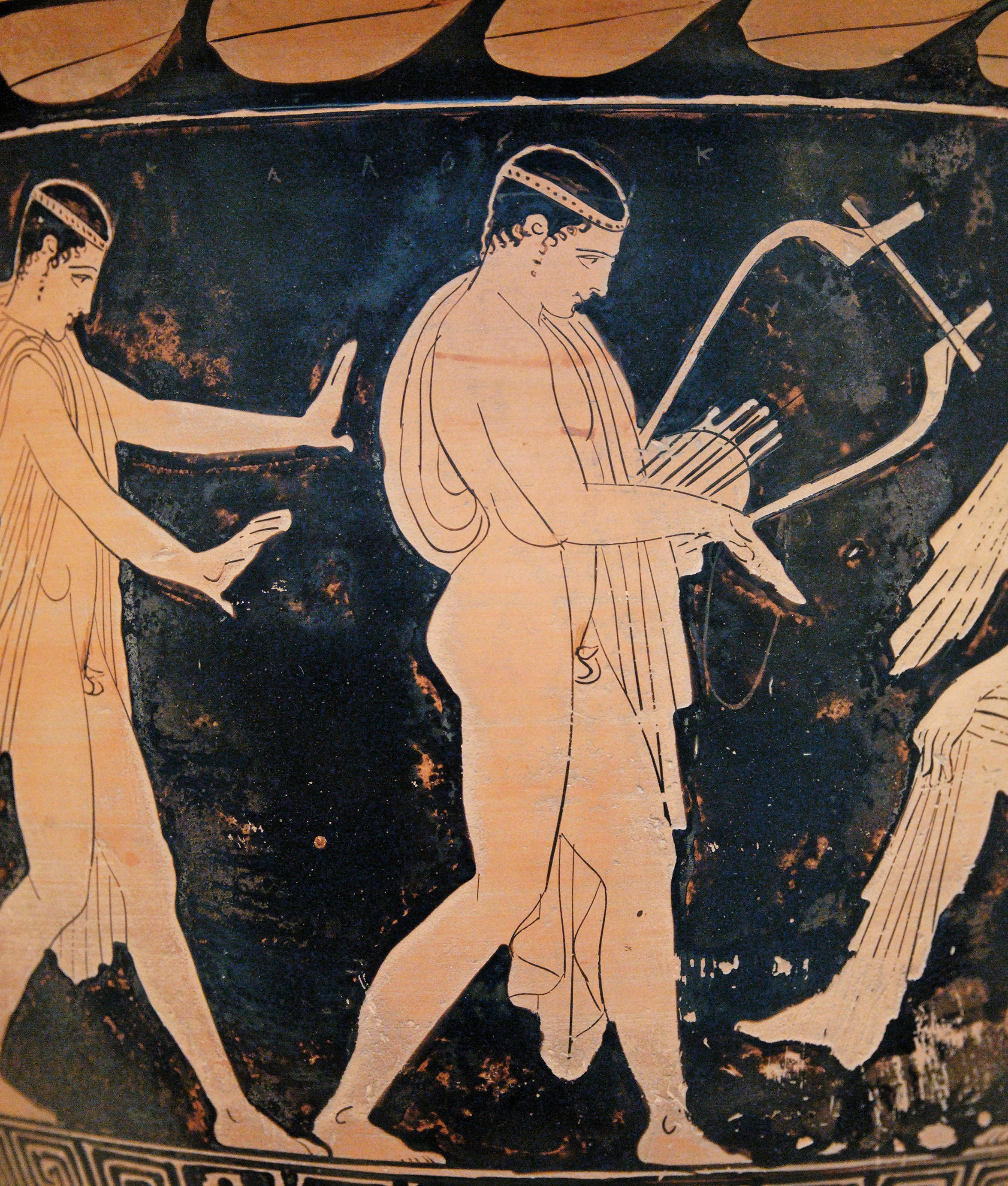
Danza e musica di comasti
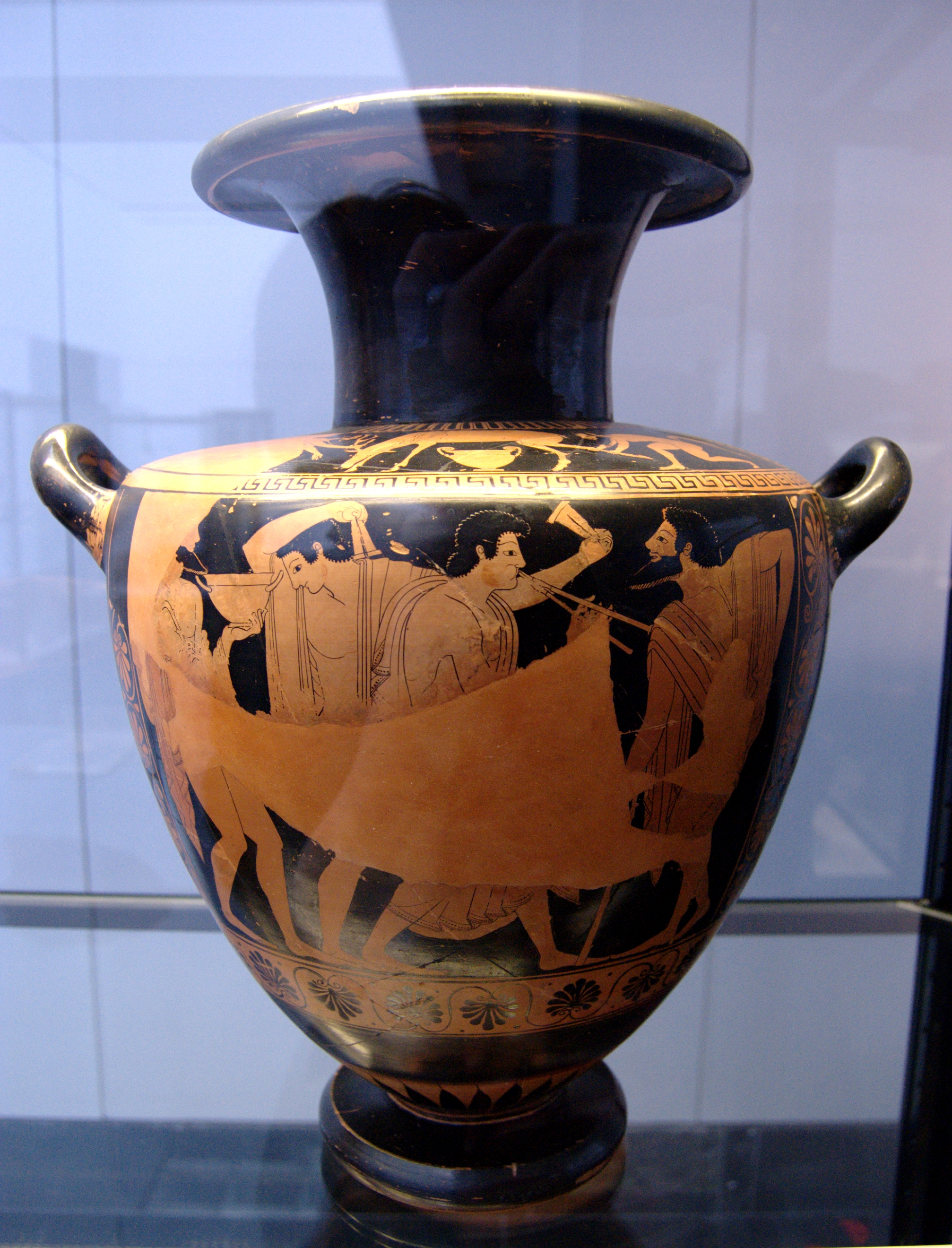
Musica e danze di comasti
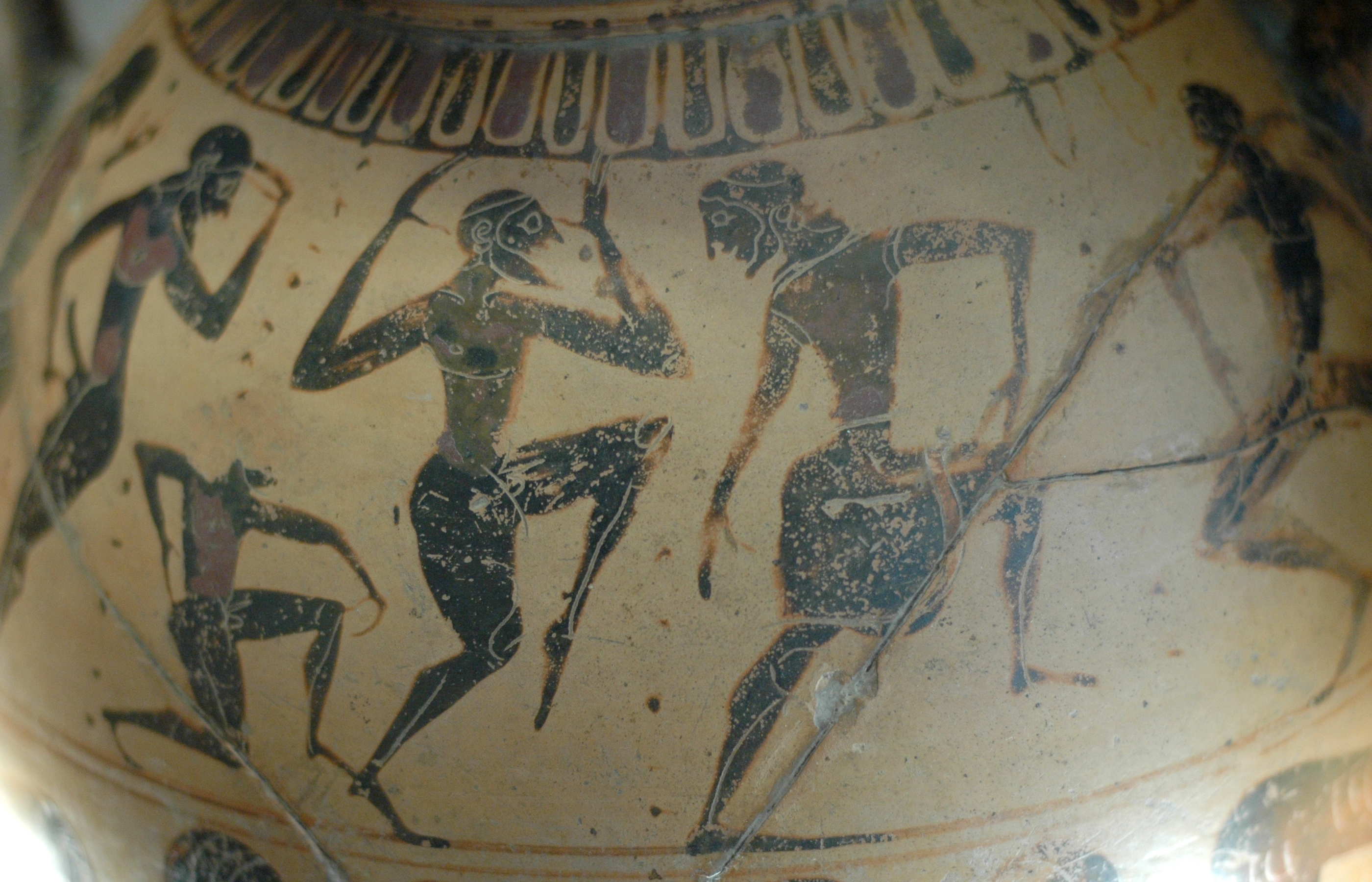
Danza sfrenata di comasti
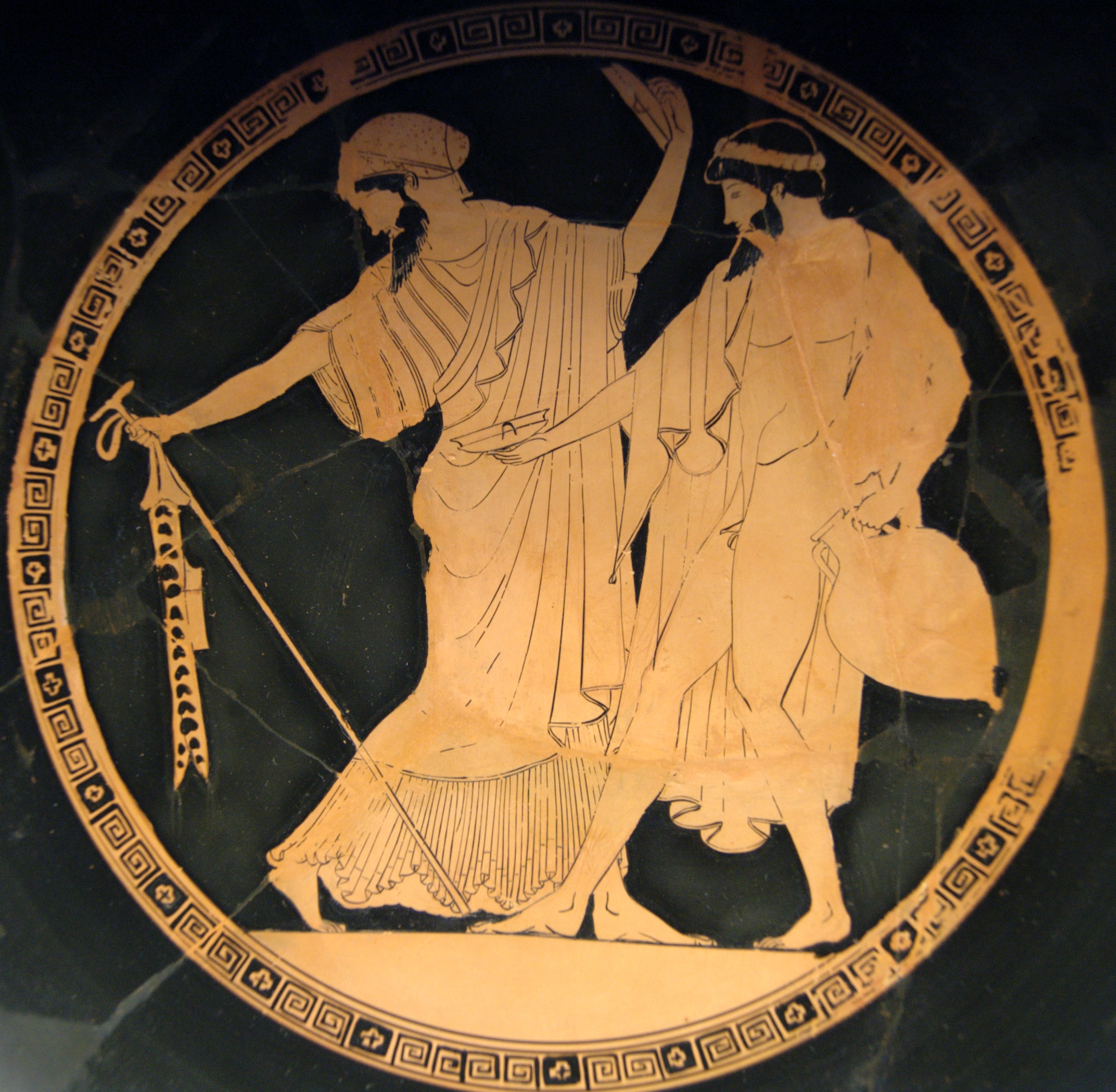
Danza di un comasta travestito da donna
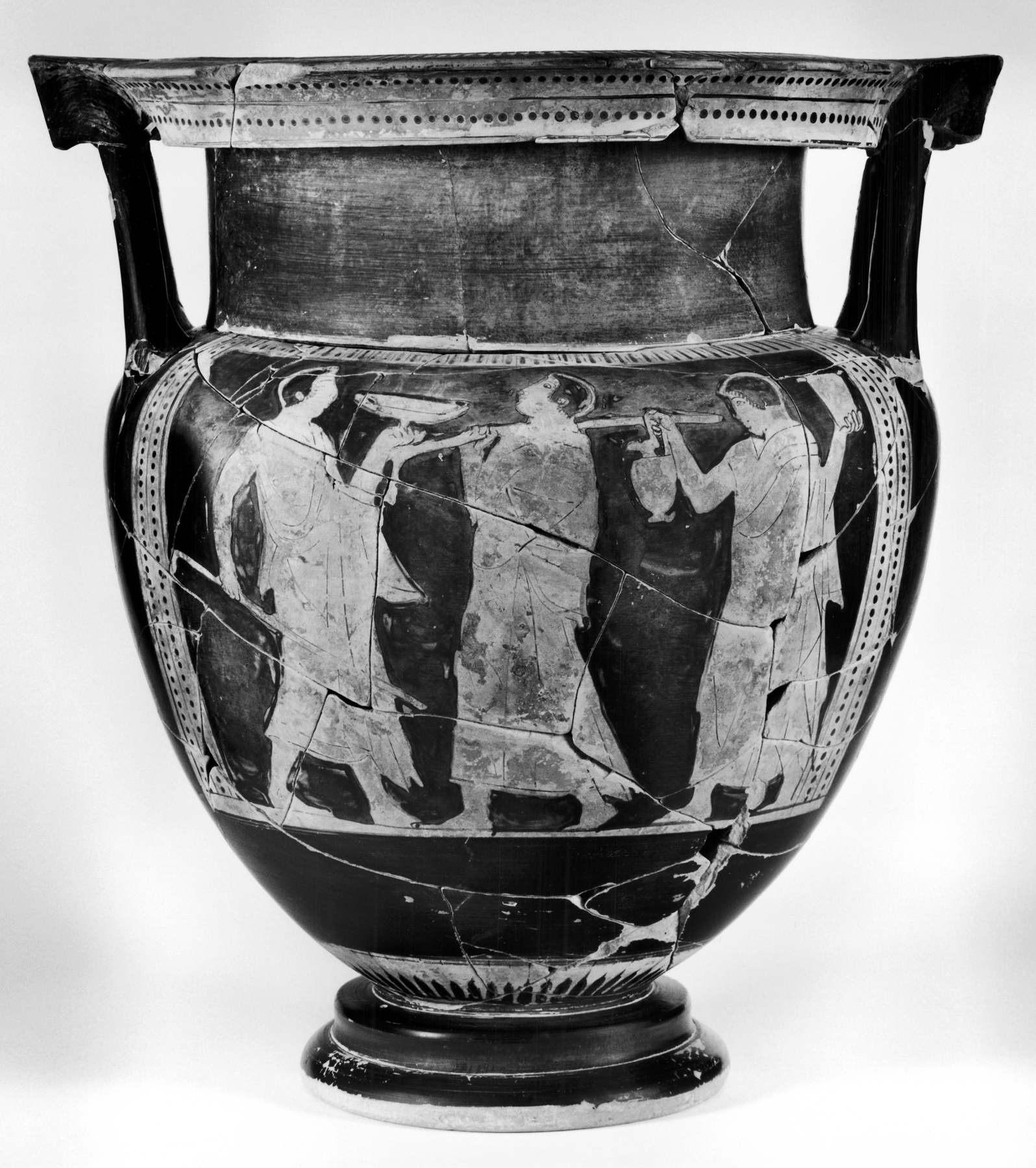
Comasti in processione
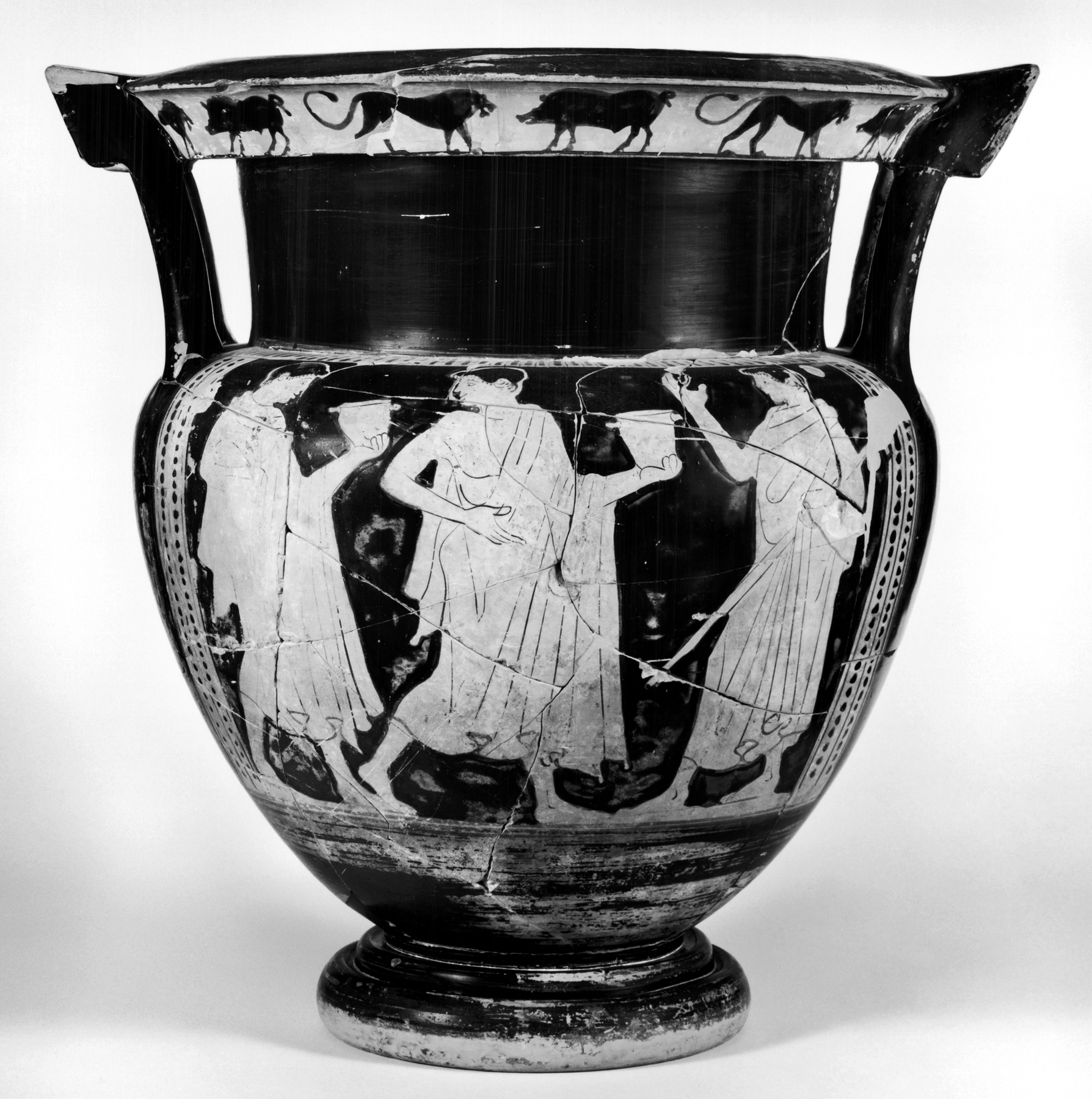
Processione di comasti
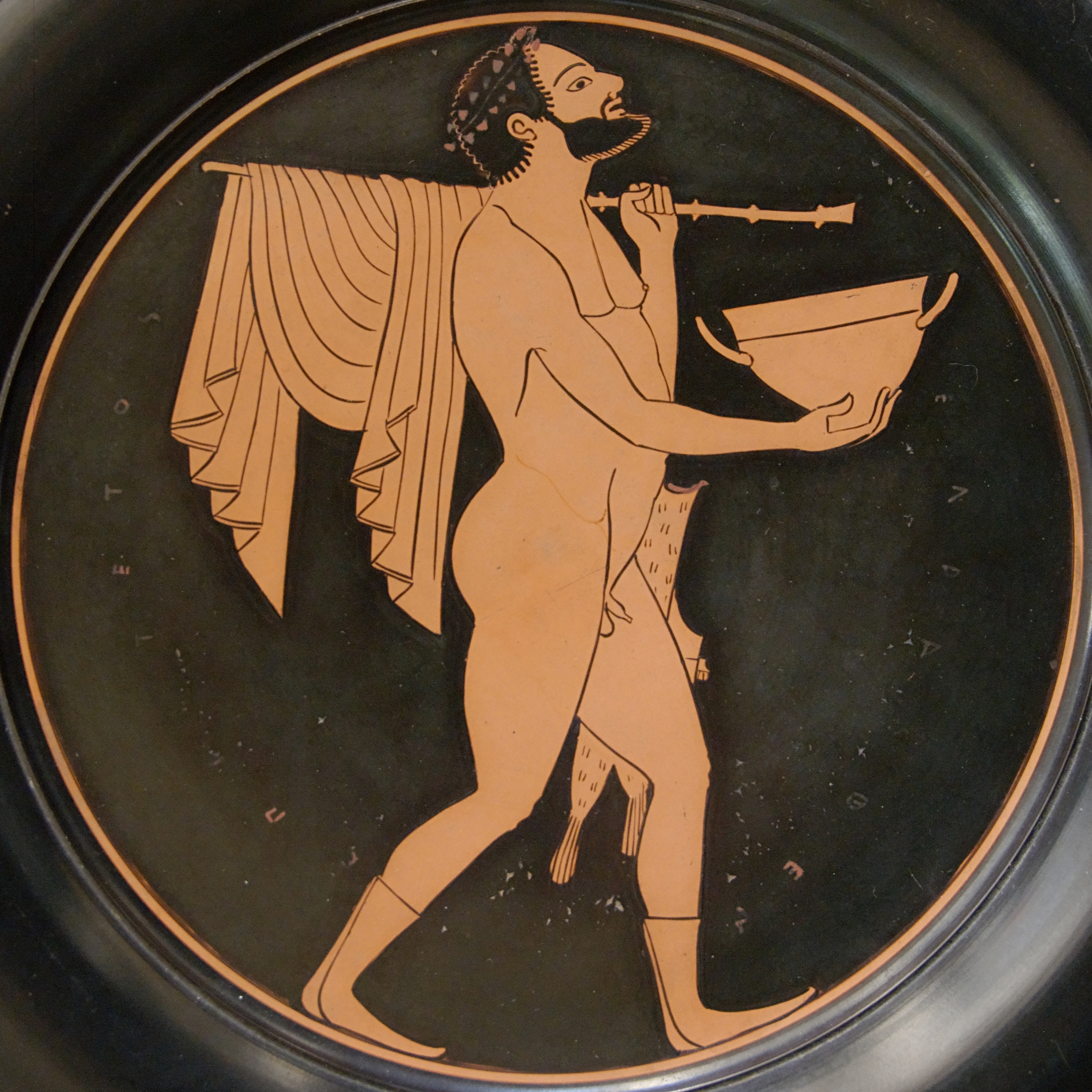
Comasta in processione
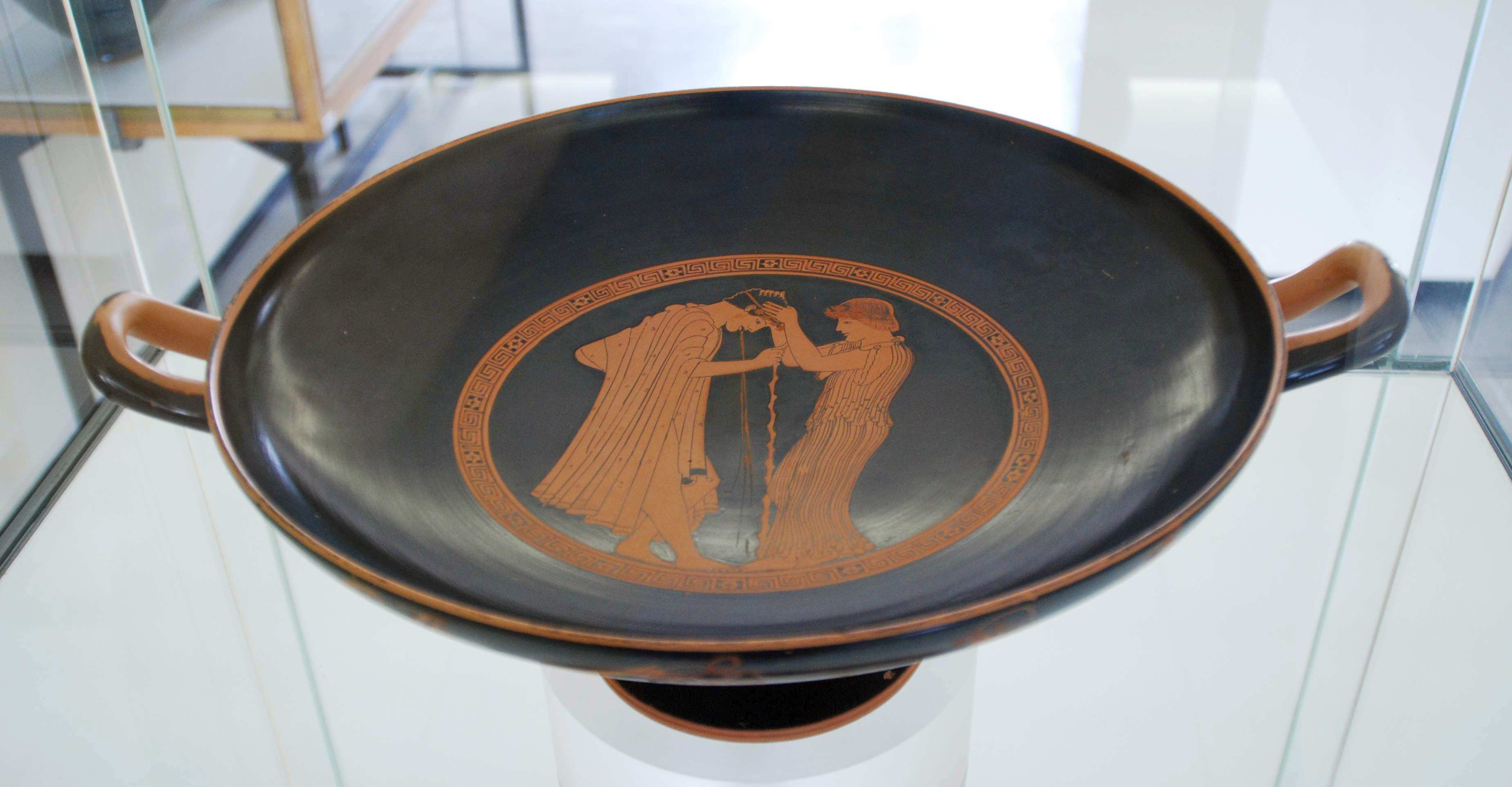
Comasta che vomita
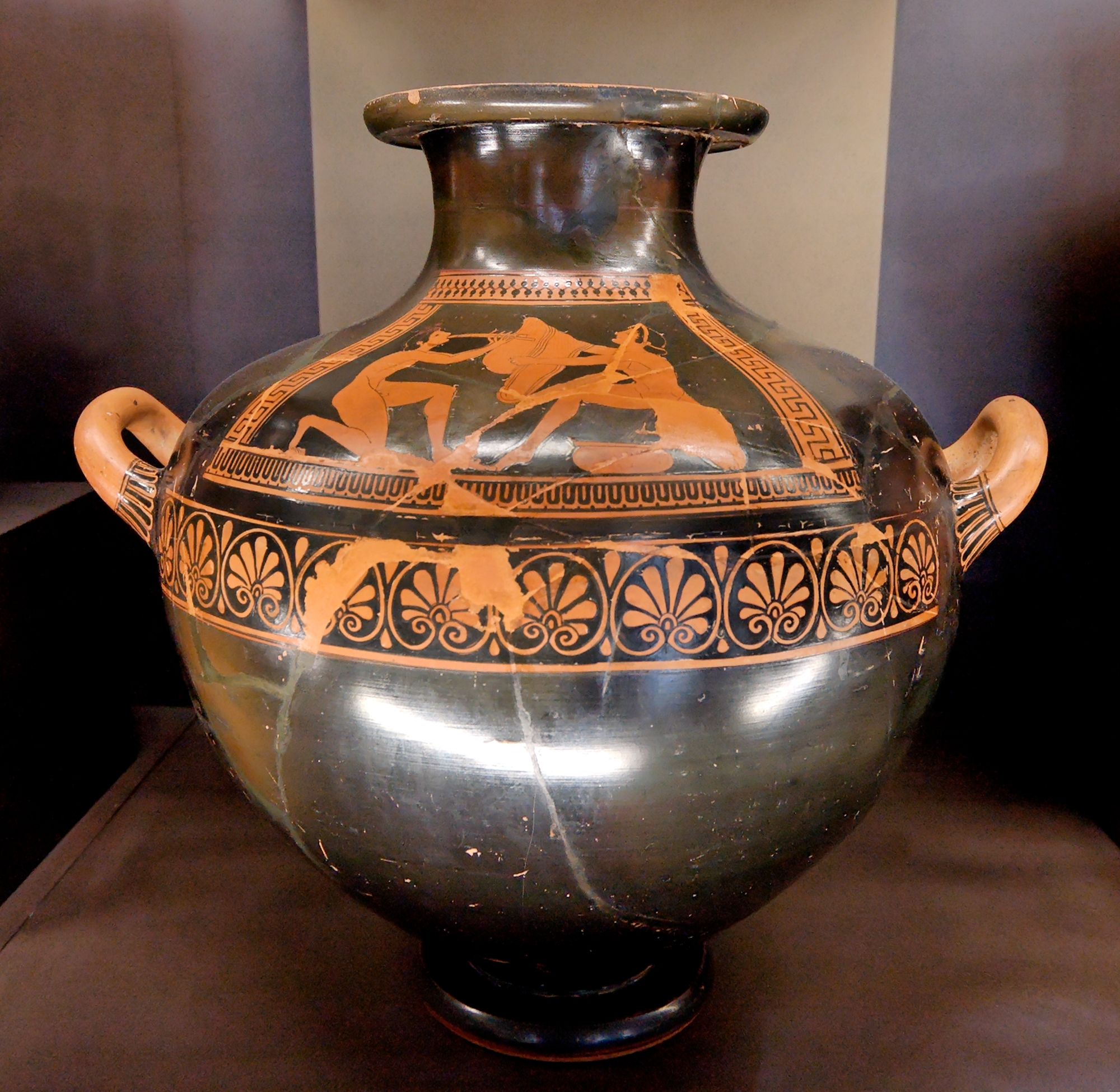
Comasta che suona e donna che urina
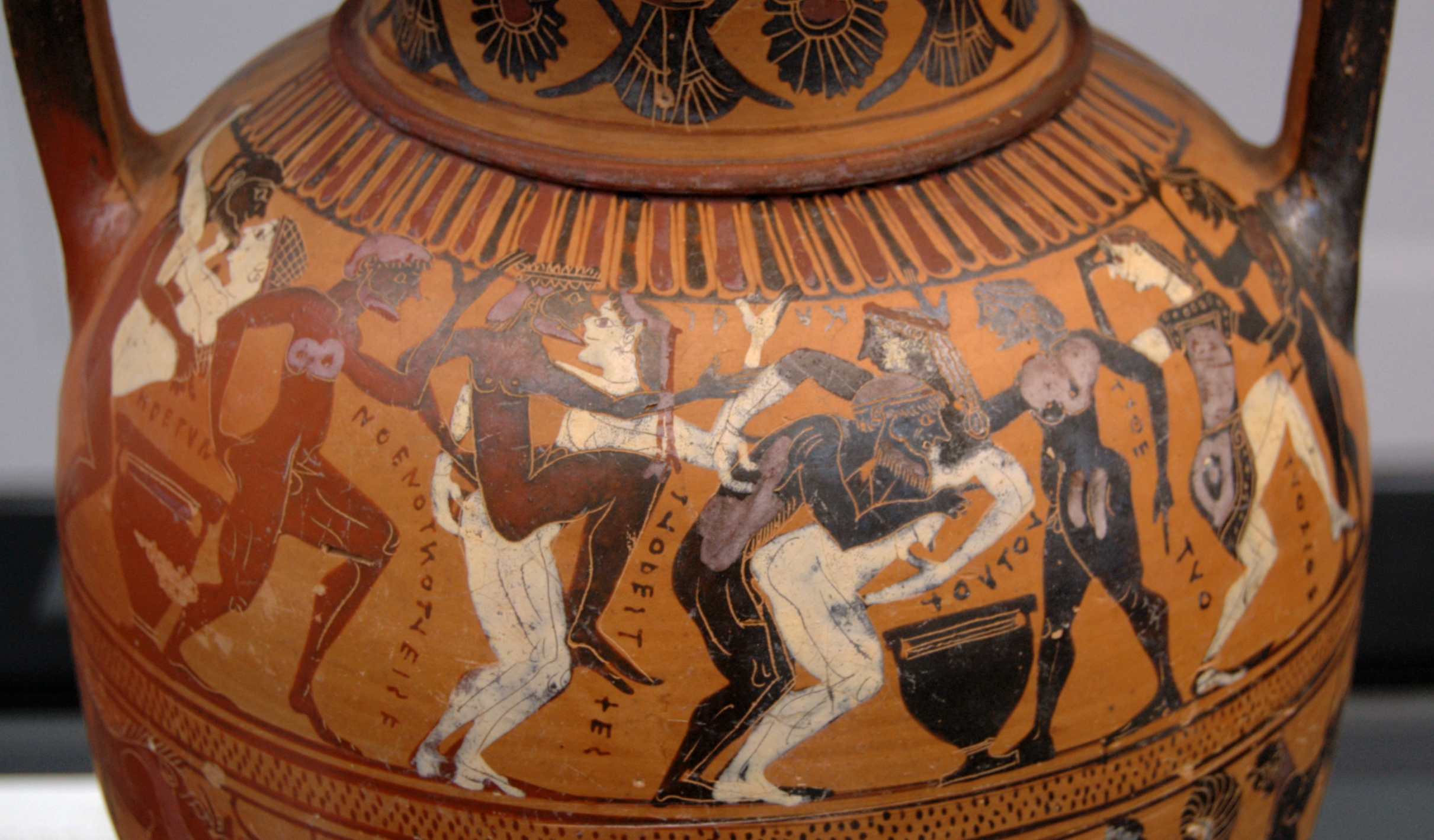
Scena comastica con pose e atteggiamenti espliciti, da un'anfora a figure nere, ca. 560 a.C., Staatliche Antikensammlungen (Inv. 1431)

## Rapporti con le espressioni teatrali

### Il komos e il coro
Il komos deve essere tenuto ben distinto dalla processione e dal coro greco, essendo quest'ultimo basato su eventi dettati da un copione e sotto la direzione di un corifeo, laddove invece il komos era un'espressione al di fuori degli schemi, svincolata quindi da ogni rigidezza direttoriale, da copioni o prove.

### Il komos e la commedia
È largamente accettato, seppur ancora discusso, il rapporto di discendenza tra il komos e la κωμῳδία (commedia). Tale relazione è suggerita ed avvalorata da Aristotele, il quale riferisce la derivazione etimologica di κωμῳδία kōmōdìā da κῶμος kṑmos e ᾠδή ōdḕ, "canto". Tuttavia lo stesso Aristotele, nella terza parte dell'opera, registra, polemicamente, anche la tradizione che vorrebbe il termine κωμῳδία derivato da κώμη, kṑmē, termine che indicava il villaggio. In tal caso l'origine della commedia sarebbe da ricercarsi negli spettacoli e nelle farse mimiche megaresi che si svolgevano, appunto, nei villaggi.
Tuttavia rimane oscuro attraverso quali vie le forme espressive del canto di bisboccia, o della teatralità mimica, si siano evolute nell'antica commedia greca delle Dionisie del VI secolo a.C. La metamorfosi da farse popolari ed estemporanee a un vero e proprio genere teatrale si sarebbe realizzata in Sicilia.